# Natalie Morales (giornalista)
Natalie Leticia Morales (Taipei, 6 giugno 1972) è una giornalista statunitense, co-conduttrice e moderatrice in CBS Daytime del talk show diurno  The Talk. In precedenza Morales ha lavorato per NBC News per 22 anni in vari ruoli in Today,  Dateline NBC e NBC Nightly News.
Nell'agosto 2016, dopo le Olimpiadi estive di Rio, Morales si è trasferita a Los Angeles, dove è diventata responsabile della West Coast di Today e ha sostituito Billy Bush come conduttrice di Access Hollywood e Access Hollywood Live, pur continuando come corrispondente per Dateline.

## Biografia
Morales è nata a Taiwan, da madre brasiliana, Penelope, e padre portoricano, il tenente colonnello Mario Morales Jr. Parla spagnolo e portoghese e ha trascorso i primi diciotto anni della sua vita negli Stati Uniti, a Panama, in Brasile e in Spagna come un "monello dell'aeronautica americana". Si è diplomata nel 1990 presso la Caesar Rodney High School di Camden, nel Delaware.
Morales ha conseguito con lode un Bachelor of Arts presso la Rutgers University con doppia specializzazione in giornalismo e studi sui media e studi latinoamericani.

## Carriera
Morales ha iniziato a lavorare alla Chase Bank prima di intraprendere la carriera giornalistica. Ha iniziato andando in onda su News 12-The Bronx come prima conduttrice mattutina. Ha anche lavorato come operatore di macchina da presa, montatrice e produttrice per quella rete.
Quindi è stata conduttrice/giornalista del fine settimana e co-conduttrice mattutina alla WVIT-TV di Hartford, nel Connecticut, dove ha riferito delle sparatorie alla Columbine, dell'uragano Floyd, delle elezioni presidenziali del 2000 e degli attacchi dell'11 settembre 2001. Ha anche co-ospitato e riferito per il documentario nominato agli Emmy, Save Our Sound, una produzione congiunta con WNBC sulla conservazione del Long Island Sound. Nel 1999, è stata votata come una delle 50 latine più influenti per la sua copertura giornalistica dal quotidiano ispanico El Diario La Prensa. In precedenza, Morales ha lavorato per due anni dietro le quinte di Court TV.

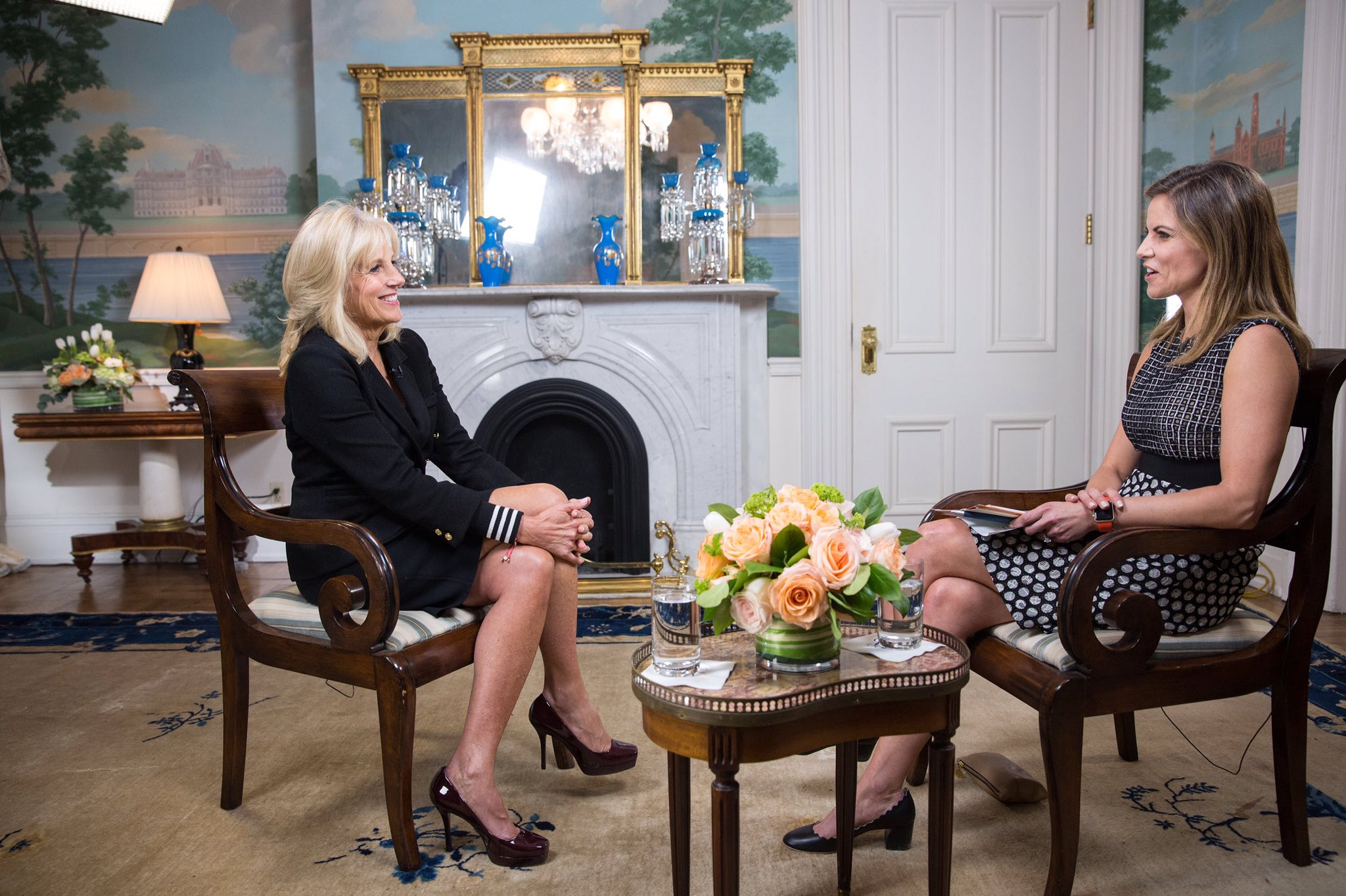
Morales intervista Jill Biden alla Casa Bianca nel 2016

Morales è stata corrispondente per MSNBC dal 2002 al 2006. Ha coperto una serie di importanti notizie, tra cui le elezioni presidenziali del 2004, le Olimpiadi estive del 2004 ad Atene, in Grecia, gli abusi sui prigionieri iracheni l'operazione Iraqi Freedom, il disastro dello Space Shuttle Columbia, il Blackout del 2003, gli attacchi dei cecchini DC del 2002 e le indagini e il processo a Scott Peterson. Inoltre, è stata nominata una dei Top Trendsetter del 2003 da Hispanic Magazine.

## Vita privata
Morales ha sposato Joseph Rhodes il 22 agosto 1998.  Hanno vissuto prima a Hoboken, nel New Jersey, quindi  nel giugno 2016 si sono trasferiti a Brentwood, in California. 
Nel novembre 2003, Morales ha dato alla luce un figlio, Josh, tramite taglio cesareo, al St. Mary Hospital di Hoboken.  Il loro secondo figlio, Luke Hudson, è nato alla fine del 2008.
Morales è una maratoneta, ha partecipato a cinque maratone, comprese tre di New York City nel 1995, 1996 e 2006. Morales partecipa anche a gare di triathlon,  è apparsa in un articolo a figura intera e sulla copertina del numero di ottobre 2010 di Triathlete Magazine.